# Isatis brachycarpa
Isatis brachycarpa là một loài thực vật có hoa trong họ Cải. Loài này được C.A. Mey. mô tả khoa học đầu tiên.